# Темпль (Львів)
Темпль — синагога реформістів (поступовців) «Гейхал га-неорім»[джерело?] у Львові, що розташовувалася на площі Старий Ринок. Існувала із 1846 по 1942 рік, коли була зруйнована гітлерівцями.

## Історія
Ідею будівництва у Львові синагоги поступовців вперше висловив адвокат Емануель Блюменфельд у 1840 році. Спочатку будівництво планувалося на площі Стрілецькій (сьогодні — Данила Галицького), однак, через протести черниць розташованого поруч монастиря бенедиктинок, було перенесене далі від центру, на площу Старий Ринок.
4 липня 1843 року Галицьке австрійське намісництво передало єврейській громаді землю під будівництво. Синагога була зведена у 1843–1846 роках під керівництвом архітектора Йогана Зальцмана. Припускають, що автором проєкту був архітектор Іван Левицький. Зразком послужила Міська синагога Відня. Відкриття відбулося 18 вересня 1846 року. Синагога була у багатьох відношеннях нетипова. За стилем — класицистична. Хоча більшості синагог того часу, зокрема і реформістських, були притаманні орієнтальні риси. У плані була ротондою із водночас дещо вираженою хрестовидністю, чим нагадувала християнські храми. Незвичним для синагог був орган у молитовному залі.
У 1894–1896 роках на замовлення громади поступовців професор Львівської політехніки Юліан Захаревич розробив проєкт реконструкції синагоги. Було заплановано добудову двох масивних пілонів при вході від вулиці Жовківської (тепер вул. Хмельницького), збільшення вестибюля, добудову санктуарію для зборів керівництва громади. Трансформації планувались і в інтер'єрі. Внутрішній простір мав орієнтуватись на місце рабинів, яке у свою чергу слід було дещо підняти відносно місць для вірних. Купол планувалось увінчати широким ліхтарем у формі зірки Давида. Внутрішні розписи купола мали імітувати блакитне небо із зірками. Захаревич відкинув традицію будівництва єврейських святинь у неомавританському чи неоготичному стилі і звернувся до гіпотетичних форм первинного храму Соломона (бл. 957–950 р. до н. е.), які він почерпнув із праць Шарля Шип'є і Жоржа Перро, а також Оділо Вольфа. Однак із цілого проєкту було реалізовано лише розписи інтер'єрів (1895 р.). Плани Захаревич представив 29 січня 1896 року на засіданні Політехнічного товариства. Опублікував у друкованому органі товариства — журналі «Czasopismo Techniczne», а також у вигляді окремої брошури. На думку мистецтвознавця Юрія Бірюльова, ідею звернення до гіпотетичних форм соломонового храму в Захаревича перейняли проєктанти синагог у Каїрі, Градец-Кралове, Кошіце і хоральної синагоги в Харкові.
У 1906–1907 роках темпль реконструйовано. Спочатку від сходу добудовано кімнати рабинів і канторів за проєктом Альфреда Каменобродського. Потім ще дві прибудови з півночі і півдня зі сходовими клітками, проєкт Мавриция Зильберштайна.
Після взяття міста польськими військами 1918 року, було влаштовано погром єврейського кварталу, під час якого постраждали синагоги, зокрема Темпль. Ремонтом 1919 року керував Леопольд Райсс. 1921 року Райсс прибудував також приміщення із півдня, чим завершив реалізацію первинного задуму Альфреда Каменобродського.
На початку XX століття поступова громада планувала будівництво другої синагоги на ділянці на вулиці Листопадового чину, 8. 1905 року архітектор Август Богохвальський виготовив проєкт, у якому застосовано оригінальне переосмислення історичних стилів. Однак до реалізації задуму не дійшло через смерть 1906 року ініціатора — Еміля Бика. Дослідник Сергій Кравцов стверджує також, що влада заборонила будівництво синагоги. На ділянці було споруджено банк. Після першої світової війни 1922 року було проведено конференцію на тему будівництва нової святині. Далі справа не зрушила з місця. До 1935 року громада двічі розглядала можливість купівлі іншої ділянки для синагоги. Перший раз — на розі вулиць Я. Германа та Вл. Локетка, а згодом — на перехресті вулиць Балабана та Джерельної.
Проповіді у синагозі виголошувались німецькою мовою, а з 1903 — польською. Приміщення використовували і для нерелігійних зібрань.
Першим рабином у синагозі був Абрахам Кон, виходець  із Західної Австрії,  який у 1848 році помер внаслідок отруєння. Із синагогою також була повʼязана діяльність таких відомих львівських рабинів, як Ехескела Каро, Бернарда Льовенштейна та Єхескела Левина.
Під час німецької окупації 14 серпня 1941 року, а також протягом кількох наступних днів  низку синагог у Львові було підпалено. Тоді ж горів і Темпль. Остаточно зруйновано німцями у 1942 році (за іншими даними, у 1941-му). Історик Володимир Меламед стверджує, що синагога була підірвана разом із людьми всередині. У 1990-х на місці синагоги встановлено пам'ятний знак.

## Галерея

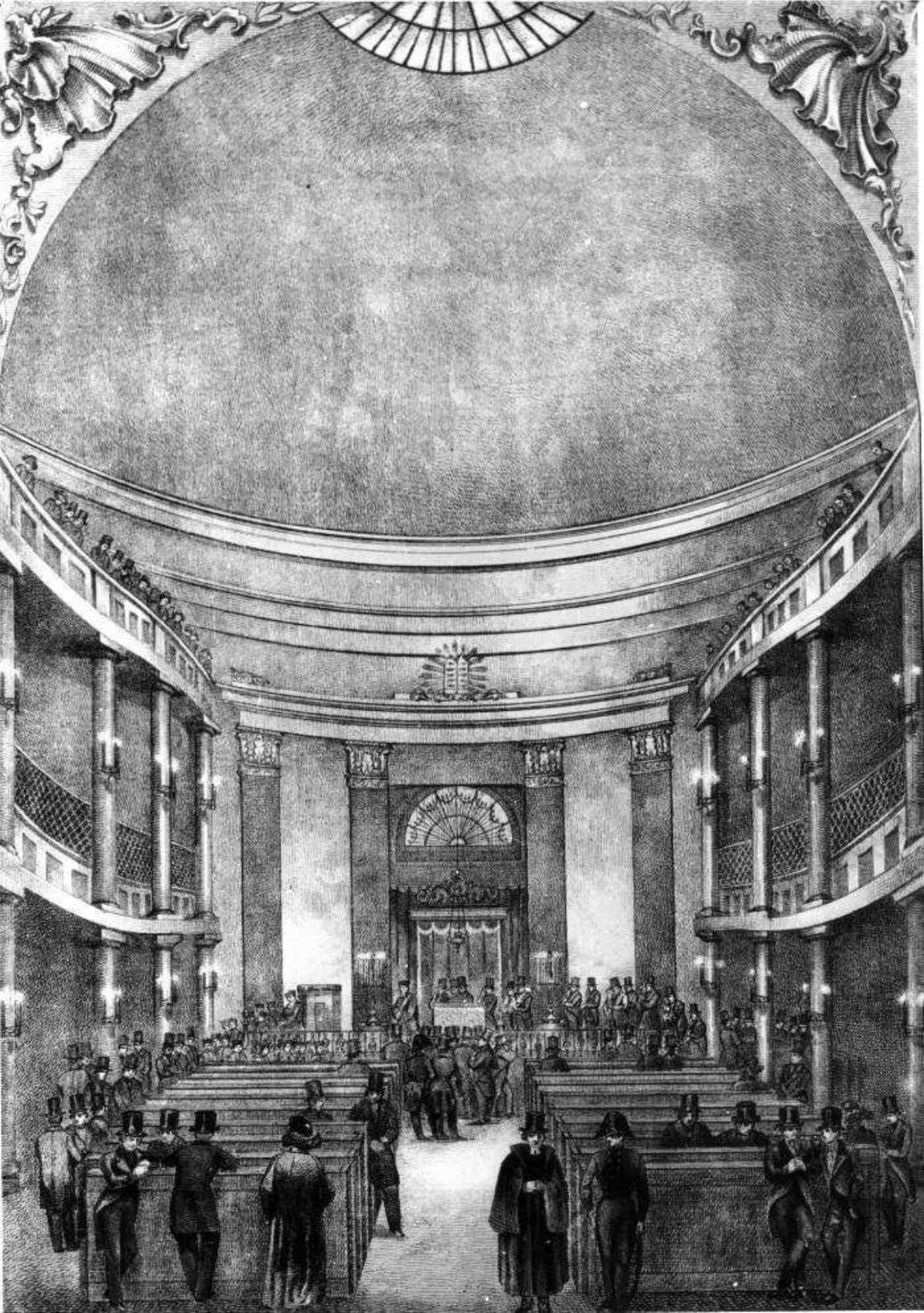
Літографія 1846 р.
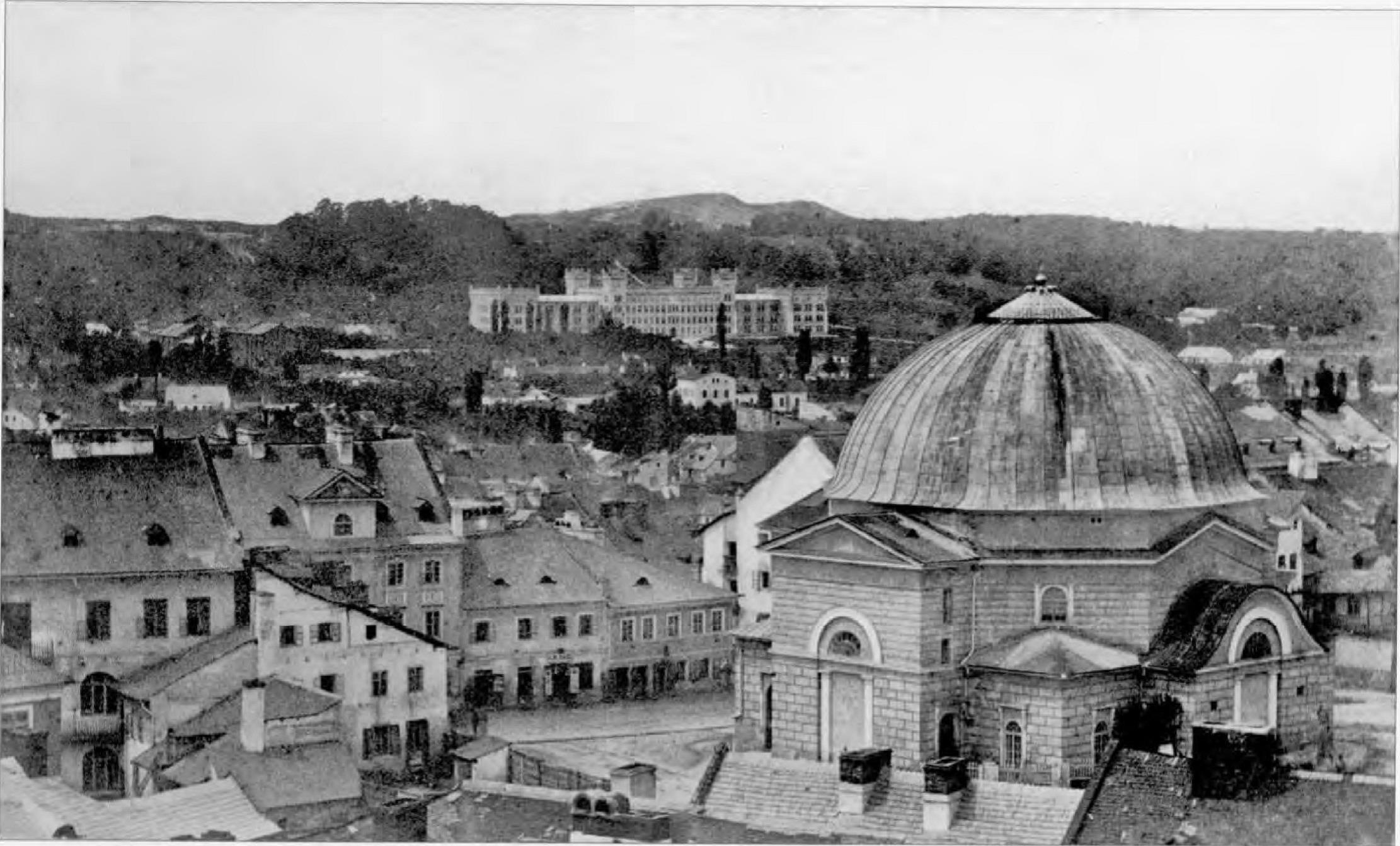
Найраніше фото Темпля
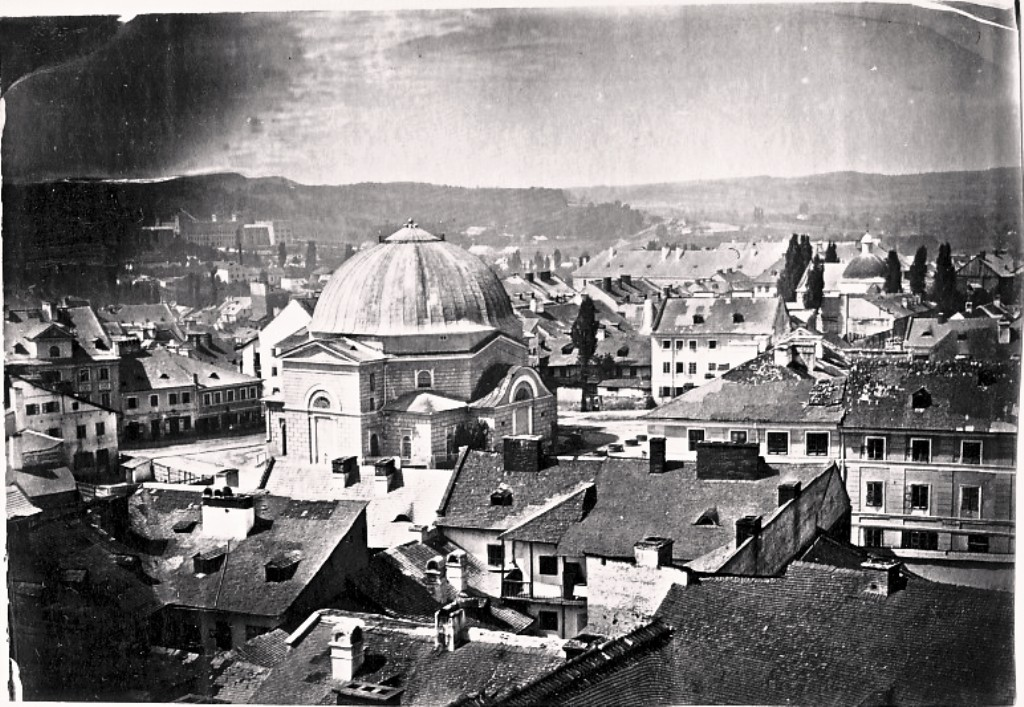
Синагога Темпль на пл.Старий Ринок, 1862 р.
Фото зблизька.
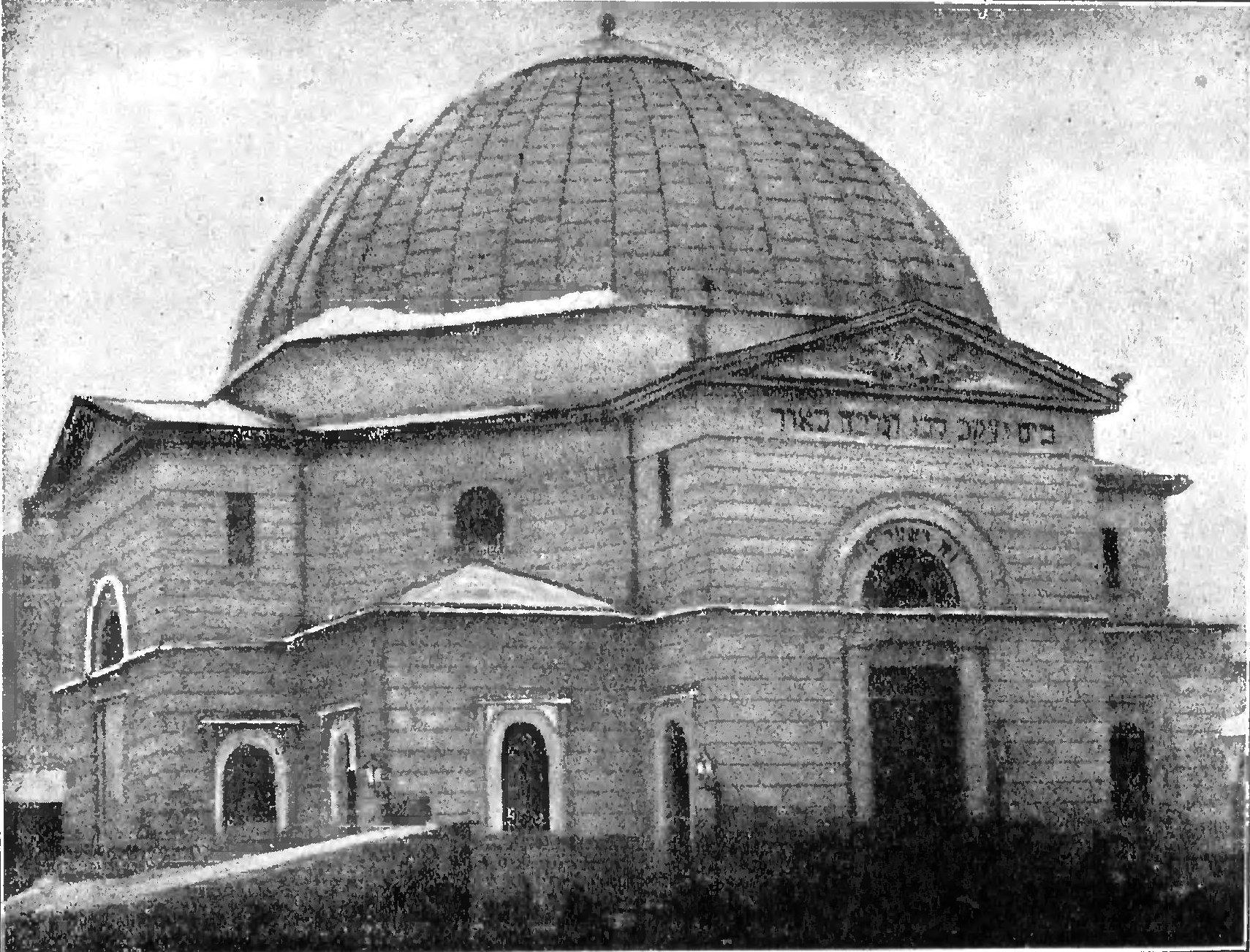
1907 p.
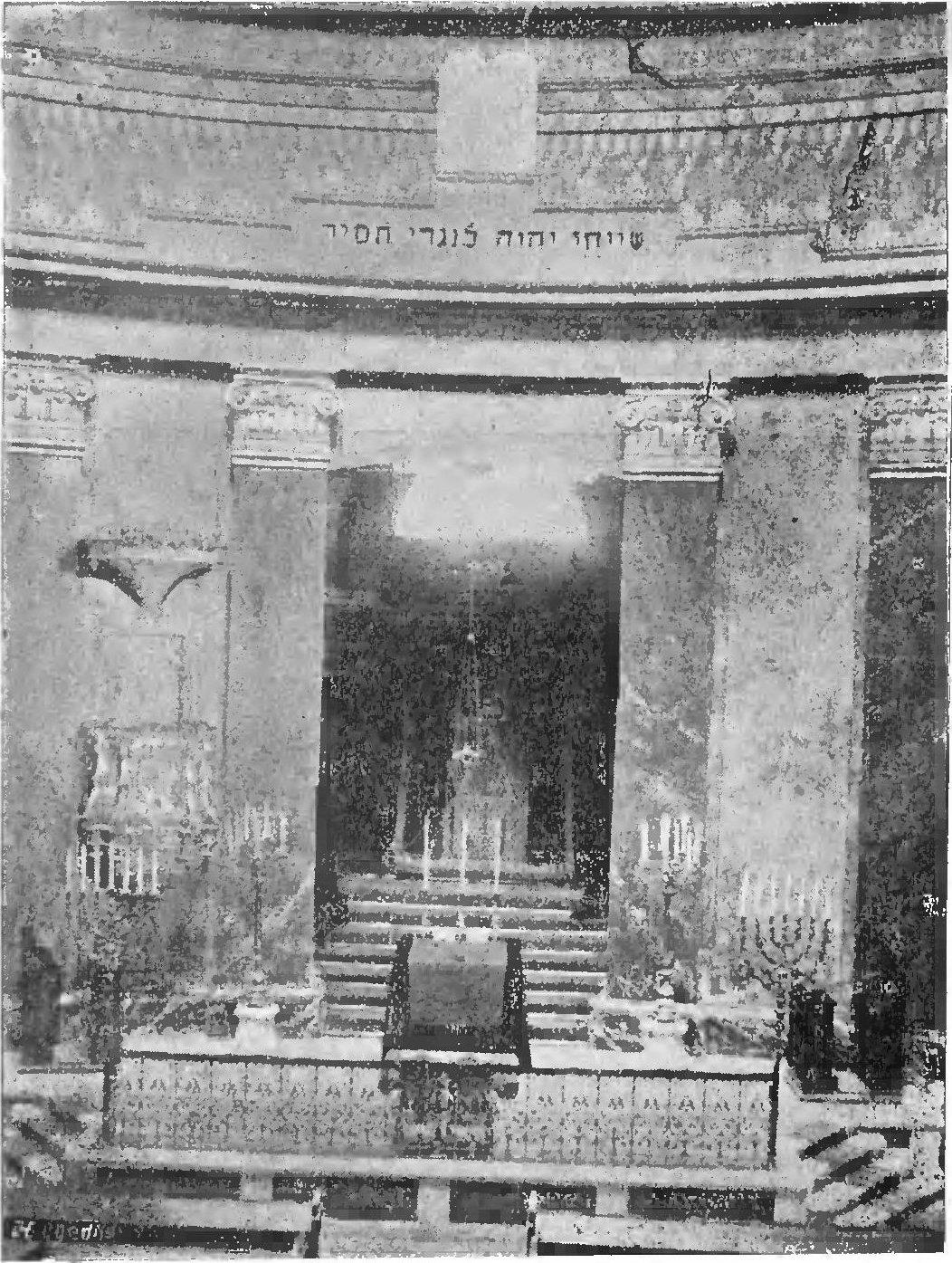
Інтер'єр, 1907 р.
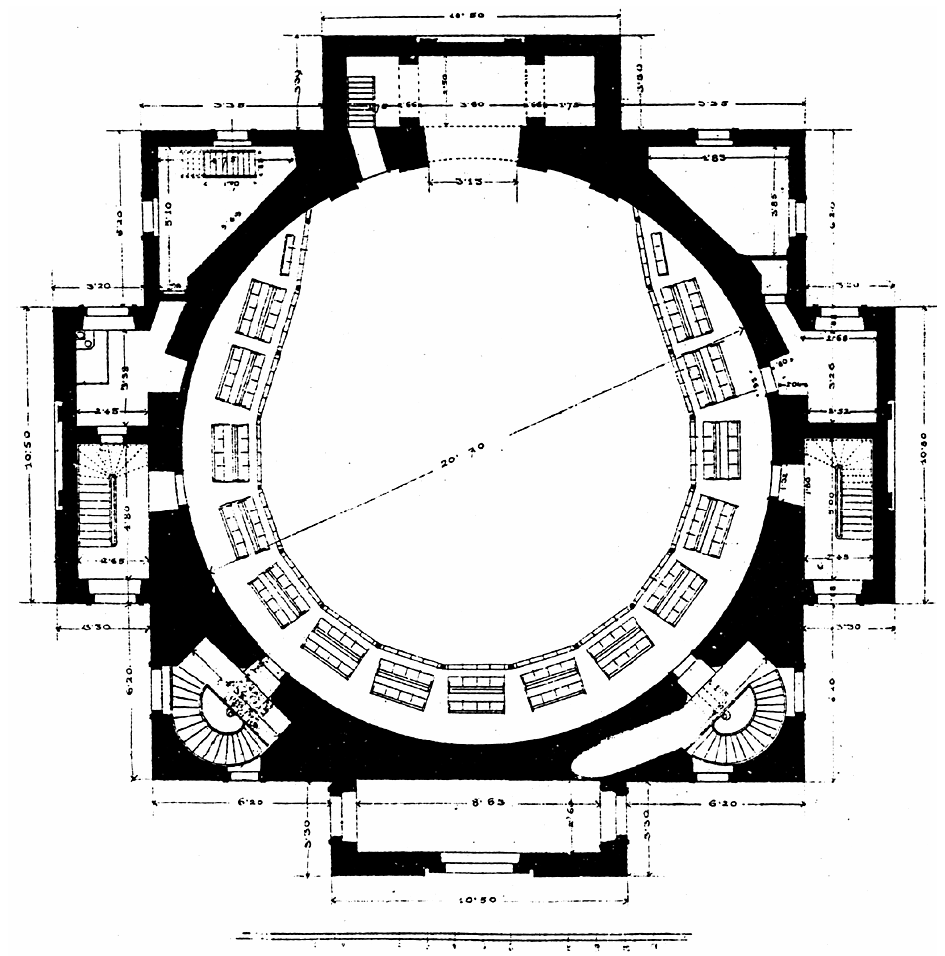
План
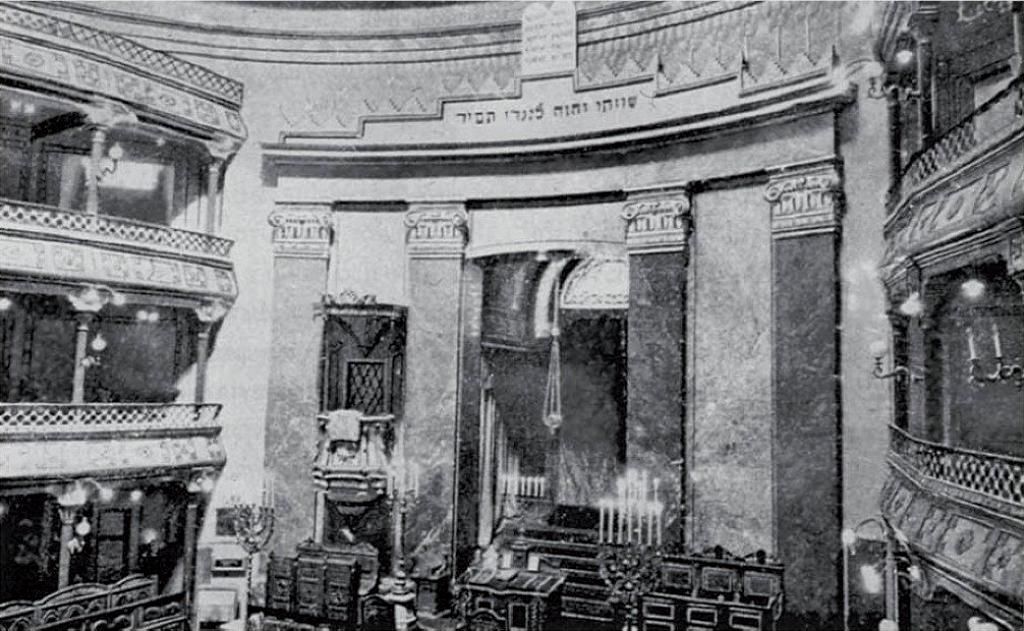
Інтер'єр у 1937 р.
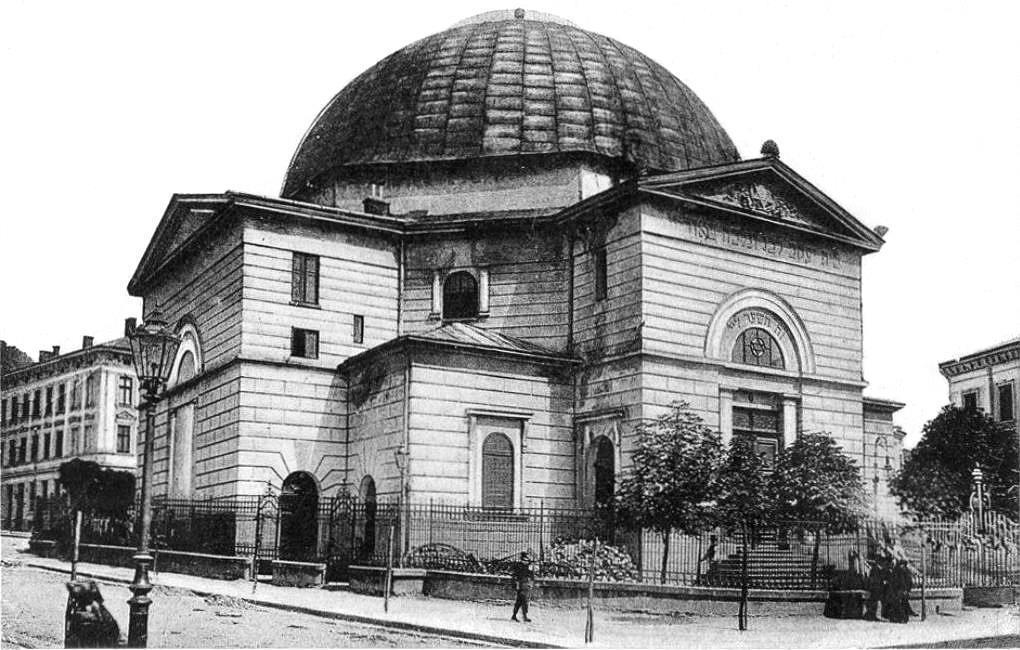
Синагога Темпль на почаку ХХ ст.
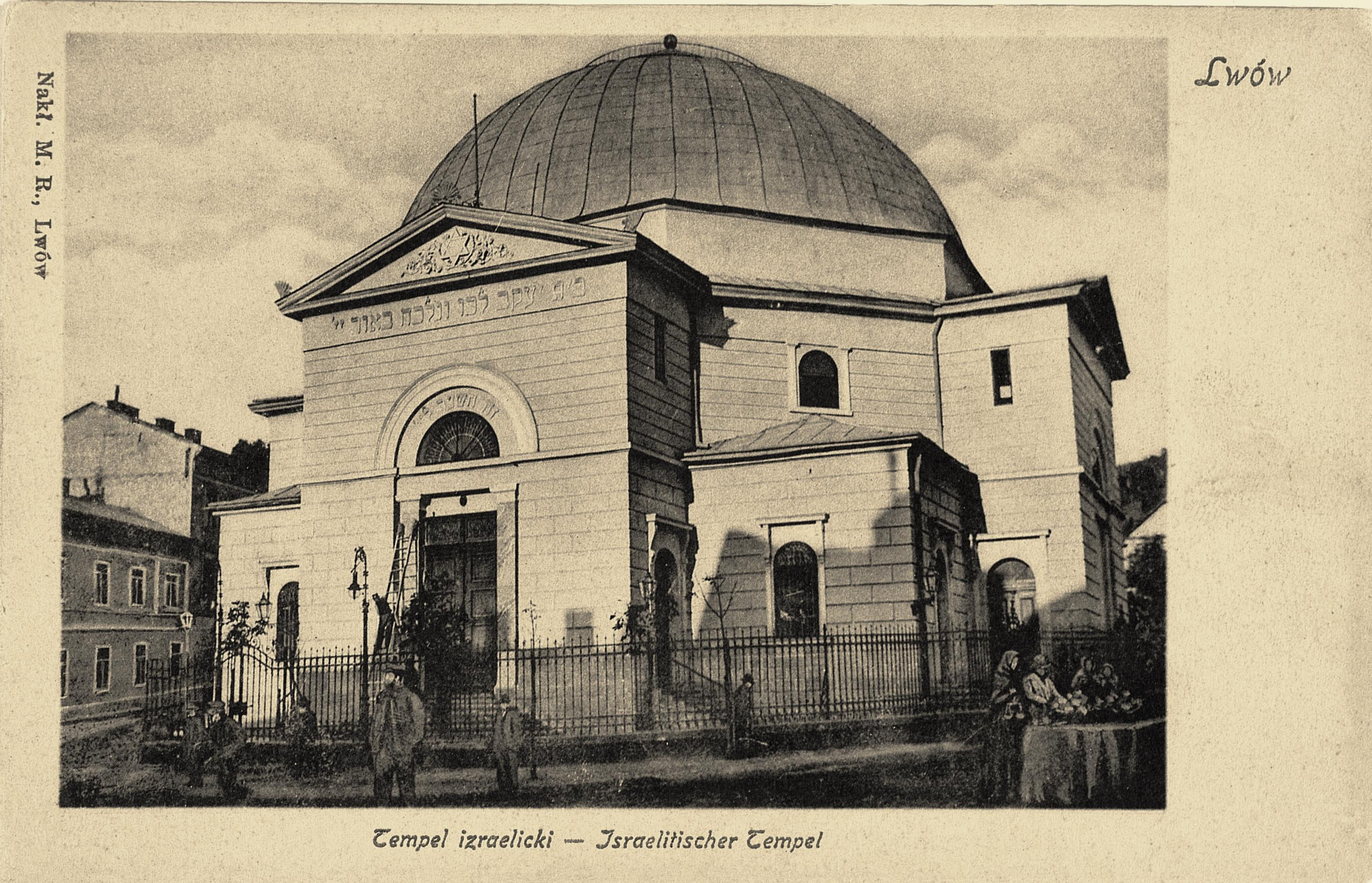
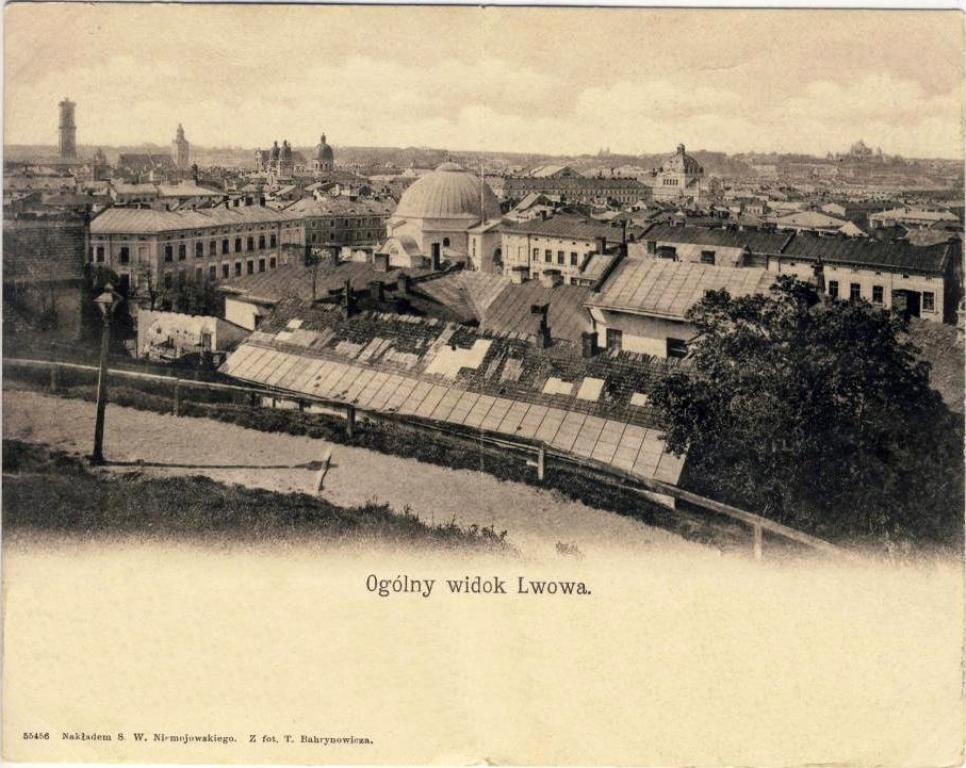
Вид на Краківське передмістя і синагогу Темпль
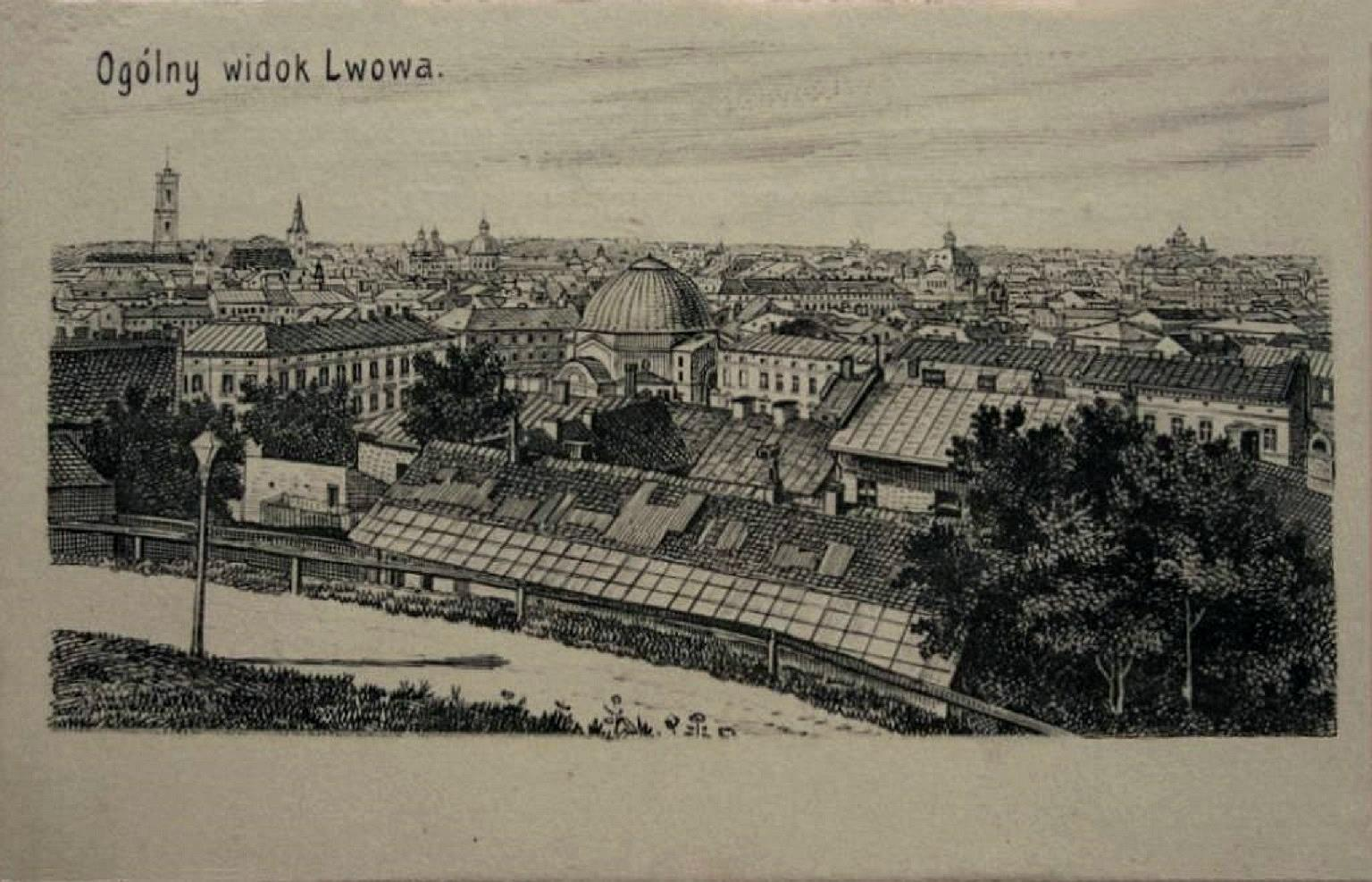
Вид на Краківське передмістя і синагогу Темпль
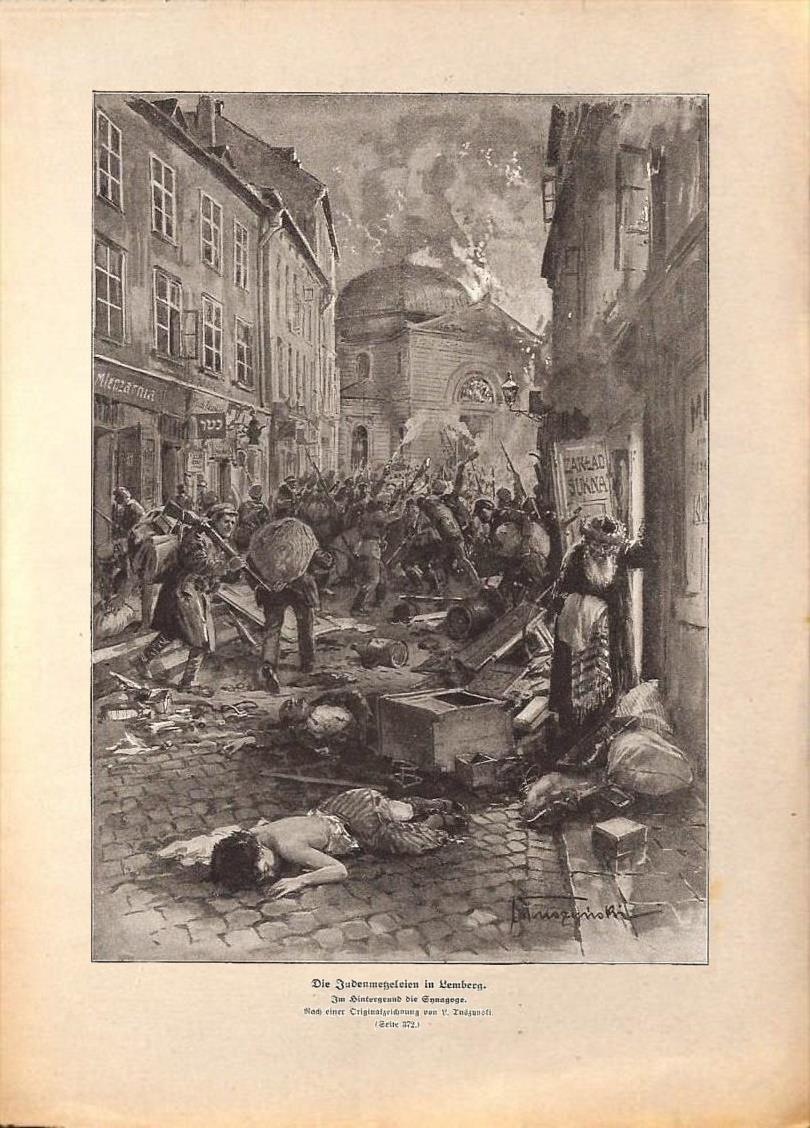
Палаючий Темпль під час погрому в 1914 р.
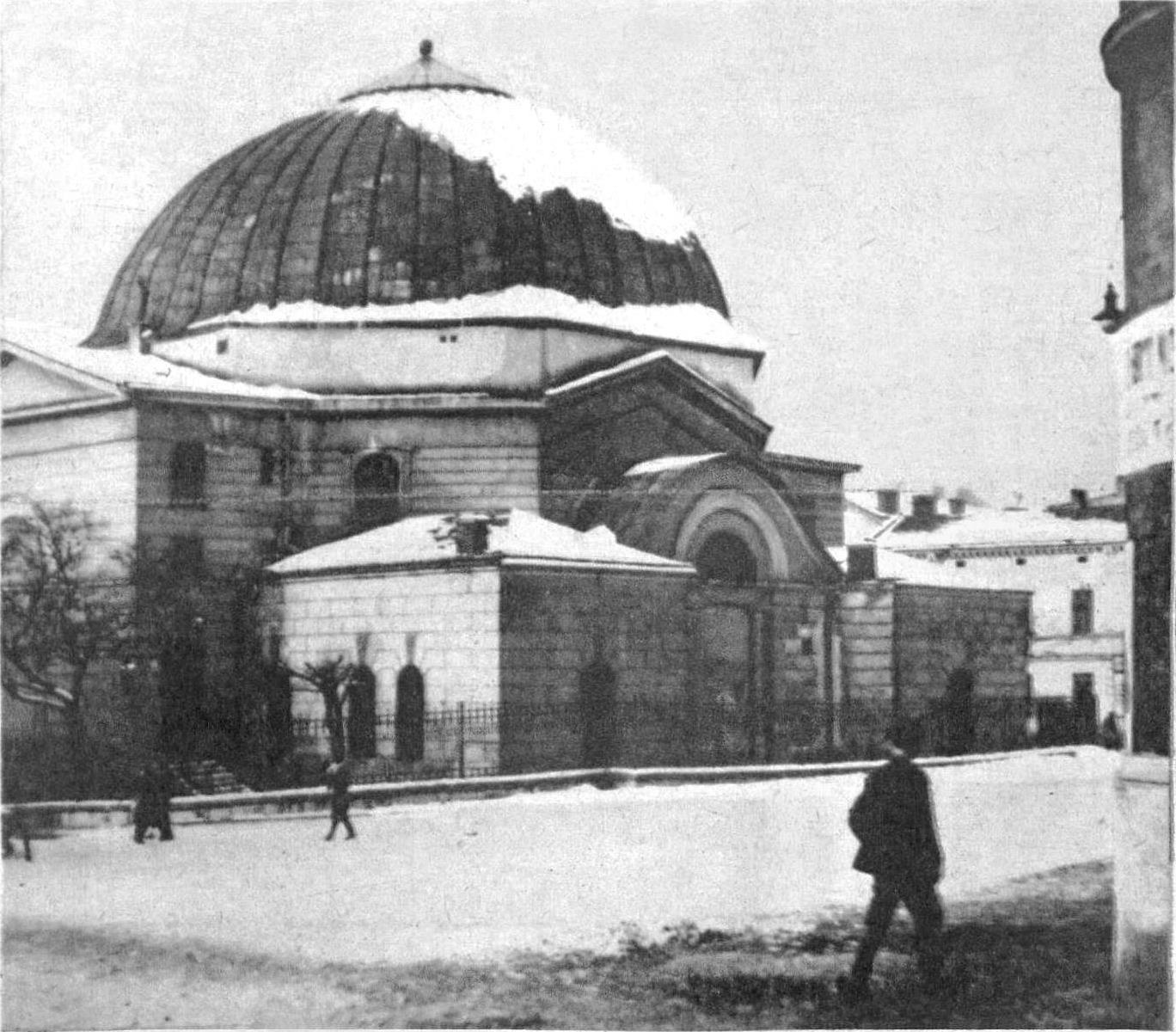
В грудні 1931 р.
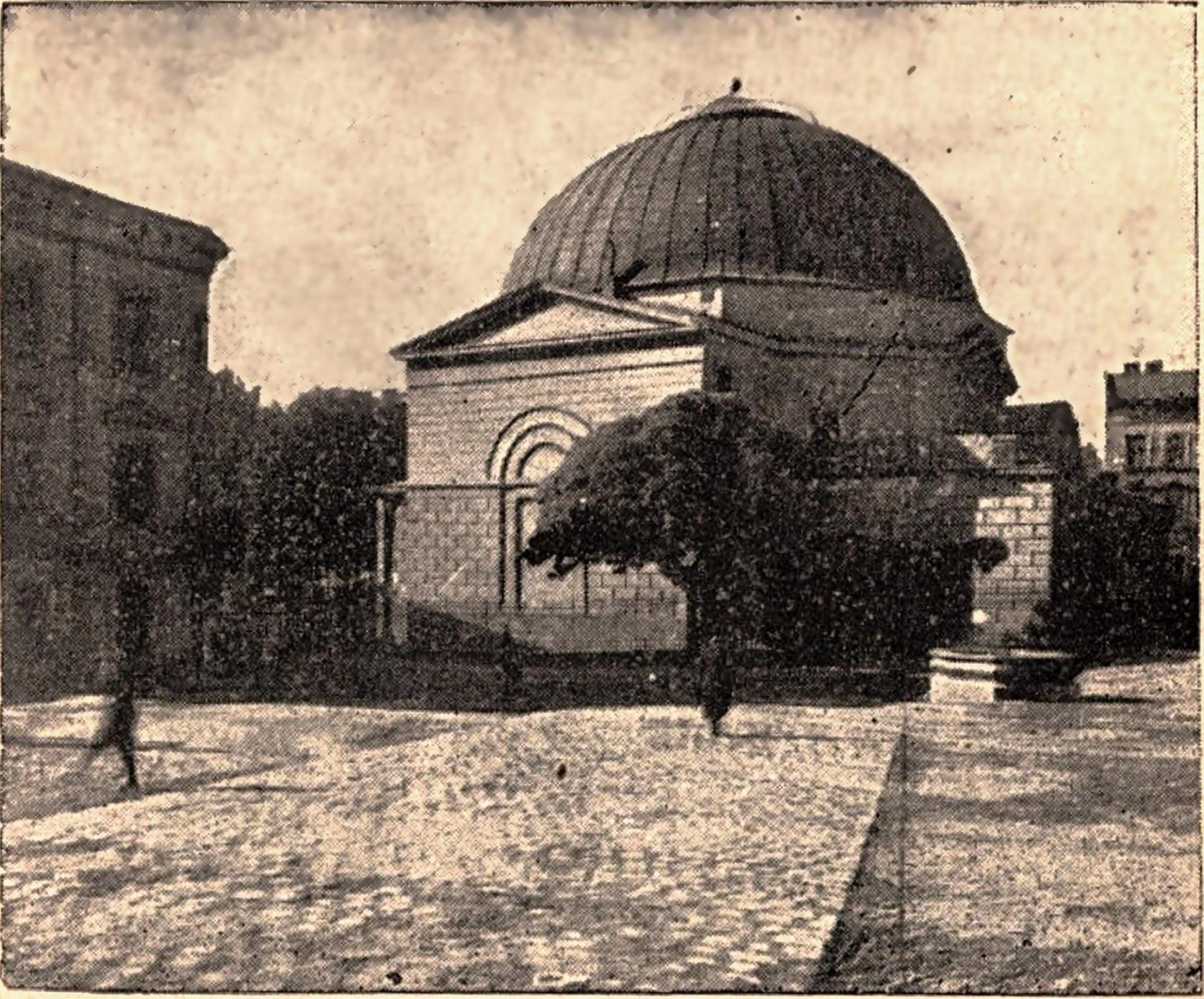
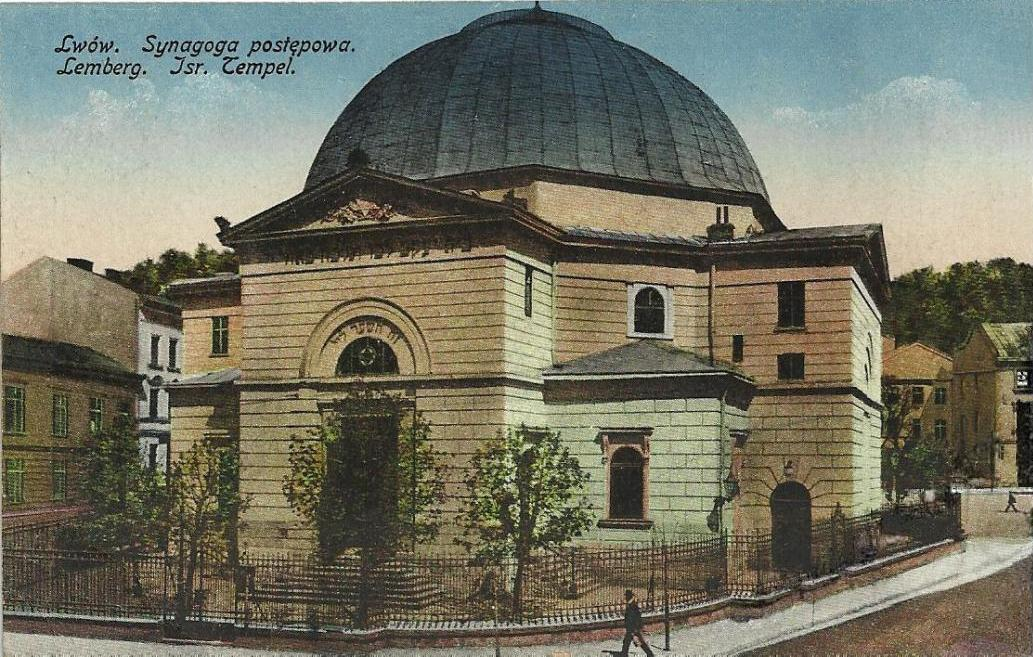
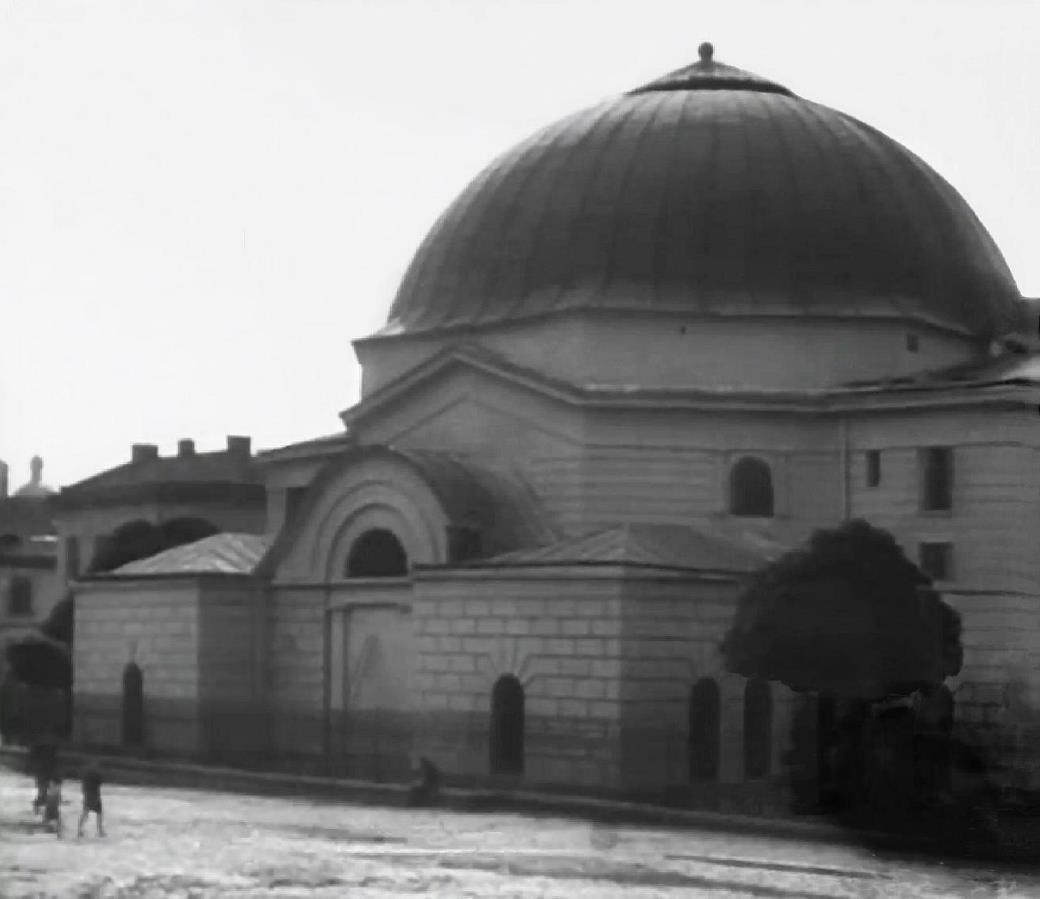
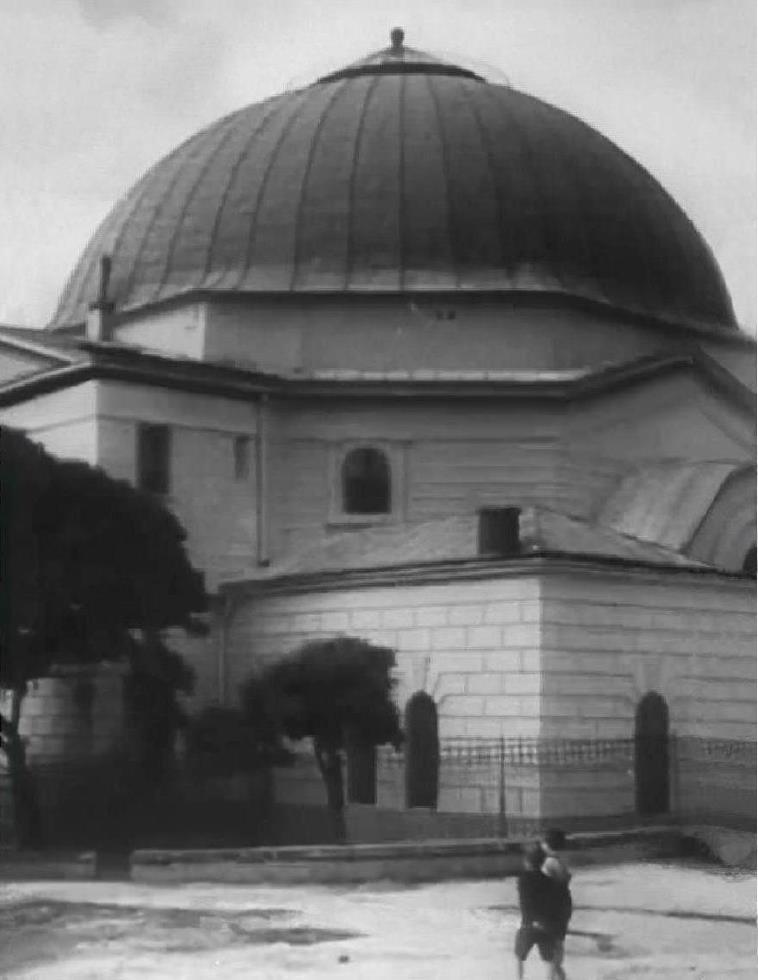
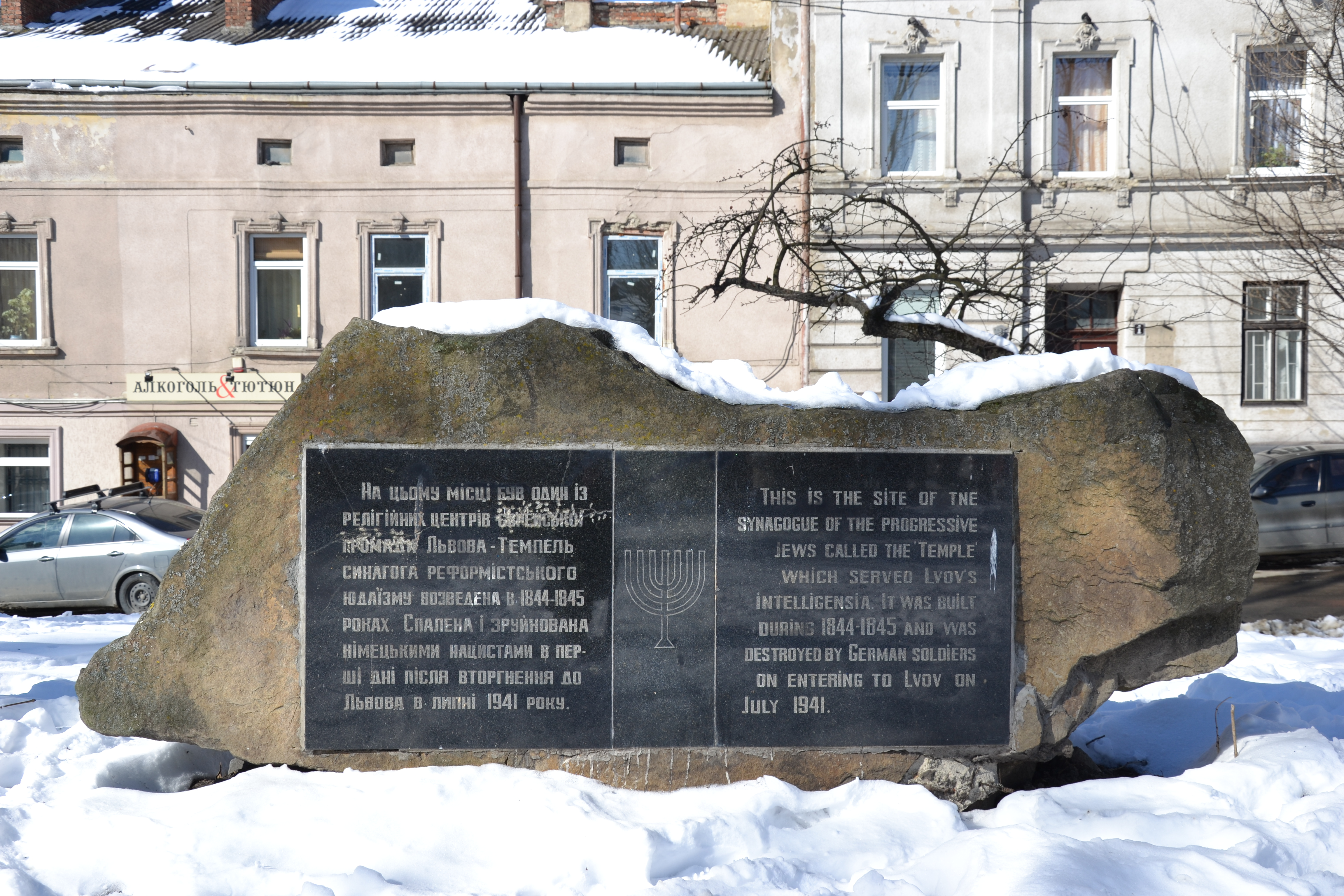
Пам'ятний знак